# Профессиональная переподготовка
Профессиона́льная переподгото́вка — вид дополнительной профессиональной программы. Завершение программы подтверждается выдачей диплома о профессиональной переподготовке и присвоением новой квалификации.
Квалификация, указываемая в документе о квалификации, даёт его обладателю право заниматься новым видом профессиональной деятельности.
Например, если человек получил высшее образование по инженерной специальности и закончил после этого профессиональную переподготовку по направлению «юриспруденция», он имеет право работать по направлению юриспруденция, в том числе и в государственных органах.

## Требования для зачисления на программу
- законченное высшее образование
- или законченное среднее профессиональное образование
- параллельно с освоением основных образовательных программ по направлениям или специальностям высшего или среднего профессионального образования[4]

## Особенности программы
Срок обучения по программе в РФ составляет от 250 до 2000 академических часов.
Для программ профессиональной переподготовки медицинских работников срок обучения установлен в количестве не менее 576 академических часов. Для некоторых программ срок подготовки составляет не менее 1080 часов и до 2000 академических часов.
Как правило, особенностью программы профессиональной переподготовки, в отличие от программ второго высшего образования, является исключение базовых дисциплин и освоение исключительно профессиональных компетенций.
Профессиональная подготовка должна проводиться на основании профессиональных стандартов, которые необходимы работнику для выполнения определённой трудовой функции, если такие требования установлены Трудовым кодексом, федеральными законами или иными нормативными правовыми актами Российской Федерации.

## Диплом
С 2011 года всеми образовательными организациями Российской Федерации, как государственными, так и негосударственными выпускникам программы профессиональной переподготовки, выдаётся диплом. В рамках данной программы документом об окончании является только диплом (не свидетельства и прочее) Профессиональная переподготовка не подлежит государственной аккредитации, только профессиональной.
Для медицинских работников в Российской Федерации нормативный срок прохождения профессиональной переподготовки при любой форме обучения составляет не менее 500 часов.
Согласно диплому о профессиональной переподготовке, полученная дополнительная специальность становится равноправной со специальностью, которая была получена ранее в техникуме или вузе.
Если лицо, проходящее профессиональную переподготовку, получает среднее или высшее образование, то диплом о профессиональной переподготовке выдаётся ему одновременно с соответствующим документом об образовании и квалификации.

## Образовательные организации, осуществляющие деятельность по профессиональной переподготовке
Образовательные организации имеют право реализовывать программы профессиональной переподготовки только в случае наличия действующей лицензии на «дополнительное профессиональное образование». В случае, если документ об окончании выдан «курсами» не имеющим такой лицензии, этот диплом является недействительным.

## За рубежом
В зарубежных странах такой уровень образования называется, как правило, «Postgraduate diploma». Это образование, как и в РФ, даёт право заниматься новым видом профессиональной деятельности.

## Профессиональная переподготовка военнослужащих
В Российской Федерации военнослужащие, уволенные в запас, имеют право пройти профессиональную переподготовку за счёт средств федерального бюджета в образовательной организации, имеющей соответствующую лицензию, как государственной, так и негосударственной, по своему выбору, в том числе получаемой специальности.